# 비뉴 베르드

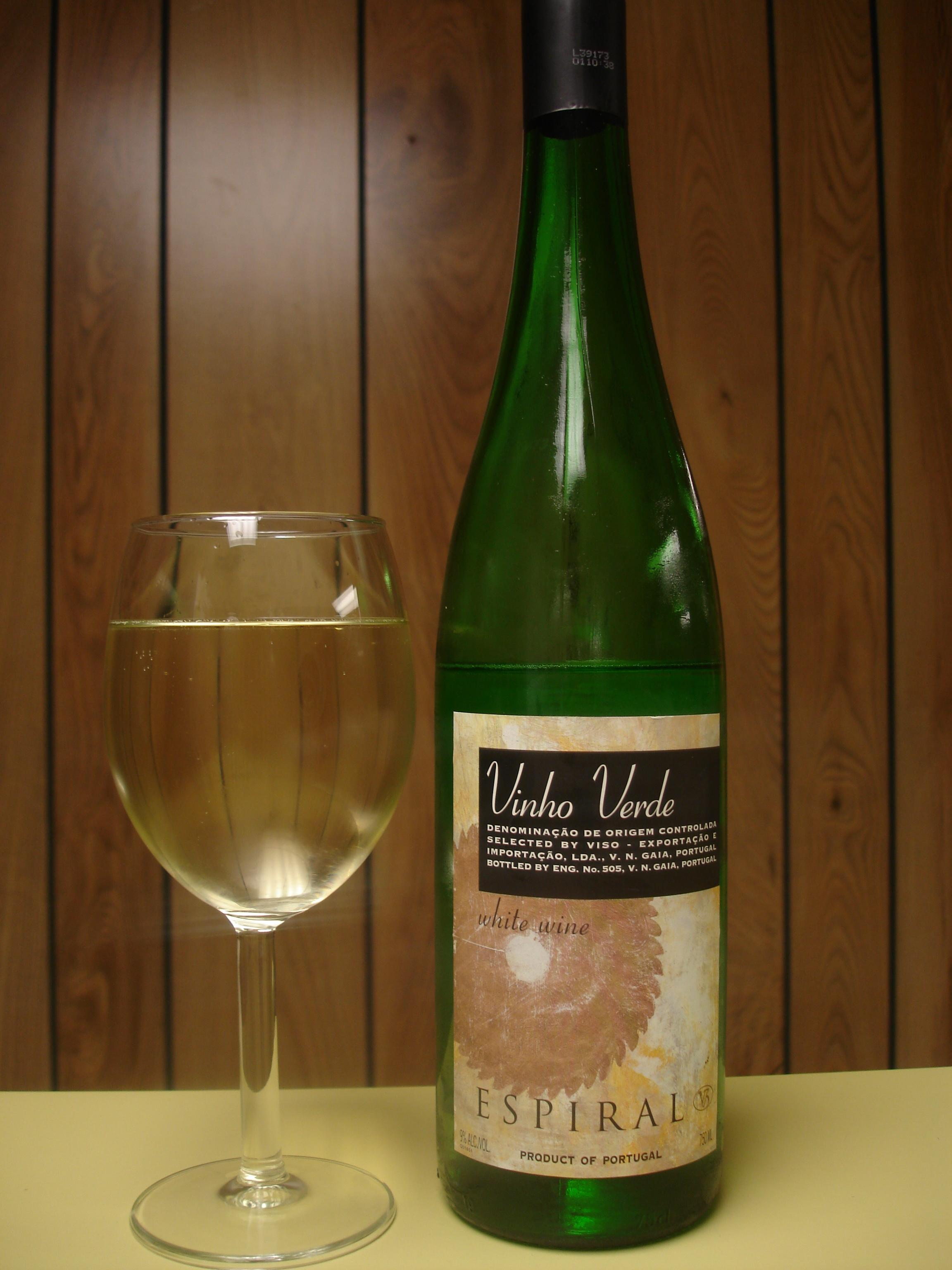
비뉴 베르드

비뉴 베르드(포르투갈어: Vinho Verde)는 포르투갈의 포도주로, 옛 미뉴 주(포르투갈어: Minho)를 중심으로 한, 오늘날의 북부 지방 북서부 미뉴강 유역에서 주로 생산된다.
비뉴 베르드는 포도 종류와는 무관하다. 비뉴 베르드라는 이름을 그대로 직역하면 "녹색 포도주"가 되지만, 사실은 숙성된 와인과 반대의 의미로써 "젊은 포도주"를 뜻한다. 따라서 적포도주나, 백포도주, 로제 와인일지라도 비뉴 베르드라 부를 수 있으며, 병에 담긴지 1년 이내에 소비된다는 것을 뜻한다.

### 참고 문헌
1. ↑  Grossman, Harold J., Grossman's Guide to wines, beers, & spirits. Scribner. ISBN 0-684-17772-2. p. 158

## 같이 보기
- 버주스
- 페더바이서